# 南汇水蜜桃

符合一定要求的南汇水蜜桃统一使用“南汇水蜜桃”品牌

南汇水蜜桃是原产地为上海市浦东新区南汇地区的水蜜桃，是上海市首个获得中国地理标志产品认证的农产品。

## 历史
关于水蜜桃最早的文献记载为明朝的《群芳谱》中：“水蜜桃独上海有之，而顾尚宝西园所出尤佳。”之后随上海城市的扩展，水蜜桃转向郊区发展，逐步演变为南汇水蜜桃，并为其他地区所引进。宁波和无锡水蜜桃都来源于上海，而浙江奉化的玉露桃是在1883年从上海黄泥墙引入的，江苏无锡的白花桃则是从奉化引入的。美国的桃子品种“爱保太”和“红港”是1850年从上海引进的；日本的“岗山白”、“大久保”、“白凤”等桃子品种，也是1875年引入上海水蜜桃后选育的。周浦地区存有上海水蜜桃的原种。
南汇水蜜桃的种植规模超过万亩，为江南平原地区水蜜桃栽培面积最广的区域之一。 

## 等级
自2012年起，最优质的南汇水蜜桃按照统一标准分为3个等级，依次为“特级”、“特一级”、“特二级”，统一使用“南汇水蜜桃”注册商标进行包装和销售，价格统一。
- 特级：每只重量要在250克到275克之间，表面不能有碰压伤、擦伤，不能是裂果、虫果，外观符合进一步细分的独特品种的描述。
- 特一级：每只重量在225克到250之间，允许轻微磨伤一处，但磨伤面积不超过0.5平方厘米。
- 特二级：磨伤面积超过0.5平方厘米，但磨伤部位不允许有“褐变”。

大约有1/3的南汇产桃子可以符合以上标准，可使用“南汇水蜜桃”的注册商标，其余的桃子则依照其他品牌销售。